# Erik Gahn
Erik Gahn, född 3 december 1854 i Ljusdals socken, död 19 augusti 1913 i Uppsala, var en svensk militär, direktör och tecknare.
Han var son till kemisten Henrik Gahn och Maria Elisabeth Nordlinder och från 1888 gift med Ebba Anna Natalia Hernmarck samt far till Wolter Gahn och Greta Gahn. Efter avslutad tjänst i Sveriges armé som överste arbetade Gahn som chef för Henrik Gahns Kemisktekniska fabrik i Uppsala. Vid sidan av sitt arbete var han verksam som tecknare och ledamot av Konstakademien. Erik Gahn är begravd på Uppsala gamla kyrkogård.